# Joseph Edward Duncan III
Pour les articles homonymes, voir Duncan.
Cet article possède un paronyme, voir Joseph Duncan (homonymie).
Joseph Edward Duncan III (né le 25 février 1963 et mort le 28 mars 2021,) est un tueur en série et un pédophile américain condamné à mort dans une prison fédérale pour les enlèvements et les meurtres de membres de la famille Groene de Coeur d'Alene, dans l'Idaho, en 2005.

## Biographie

### Premières années
Né à Tacoma (Washington), il fut brutalisé durant son enfance. Sa première infraction remonte à l'âge de 15 ans. 
En 1980, il a été condamné à 20 ans de prison pour avoir agressé sexuellement un garçon à Tacoma et, par conséquent, il a passé toutes ses années de vie adulte en prison sauf six. Il a été libéré sur parole en 1994, mais a été renvoyé en prison en 1997 pour avoir enfreint les conditions de sa libération conditionnelle.

### Extermination de la famille Groene
Au moment de l'attaque de la famille Groene, Duncan était en fuite d'une accusation d'abus d'enfant dans le Minnesota. Il a vu Shasta et Dylan Groene qui jouaient dehors alors qu'il passait devant leur maison sur l'autoroute 90.
En mai 2005, les autorités du comté de Kootenai, dans l'Idaho, ont découvert les corps de Brenda Groene, son petit ami, et de son fils de 13 ans dans la maison familiale près de Cœur d'Alene. Les autorités ont également constaté que les deux autres enfants de Groene avaient disparu : Shasta, 8 ans et Dylan, 9 ans.
Après une recherche intensive des deux enfants, Shasta a été retrouvée vivante avec Duncan dans un restaurant de Cœur d'Alene près de sept semaines plus tard, et Duncan a été arrêté en relation avec son enlèvement. Lorsque les autorités ont sauvé Shasta, elle leur a dit que Duncan avait déclaré qu'il la ramenait à son père parce que Duncan avait changé d'avis sur son assassinat. Les restes de Dylan ont été retrouvés quelques jours plus tard dans une zone isolée près de St. Regis, dans le Montana. Duncan a ensuite été accusé d'avoir tué Dylan ainsi que les trois victimes au domicile de Cœur d'Alene.

### Procédures judiciaires
Pendant son incarcération, les autorités ont relié Duncan aux meurtres non résolus d'Anthony Martinez en Californie et de Sammiejo White et Carmen Cubias, deux filles à Seattle, qui ont tous eu lieu pendant la libération conditionnelle de Duncan de 1994 à 1997. Parmi ces meurtres, Duncan n'a été inculpé que dans l'affaire californienne,.
Au total, Duncan a été condamné dans l'Idaho pour l'enlèvement et le meurtre des trois victimes de Cœur d'Alene, pour lequel il a été condamné à six peines de prison à perpétuité ; dans un tribunal fédéral pour l'enlèvement de Shasta et Dylan Groene et le meurtre de Dylan, pour lequel il a été condamné à trois peines de mort et trois peines de prison à perpétuité ; et dans l'État de Californie pour l'enlèvement et le meurtre de Martinez, pour lequel il a été condamné à deux peines de prison à perpétuité, ce qui fait un total de trois condamnations à mort et de onze condamnations à perpétuité.

## Mort
En octobre 2020, il est opéré au cerveau après qu'on lui ait diagnostiqué un glioblastome. Rejetant tout traitement, le personnel médical du Bureau fédéral des prisons estima qu'il lui restait entre six et douze mois à vivre,. Le 28 mars 2021 à 17 h 30 heure locale, il meurt dans un hôpital situé à proximité du pénitencier fédéral de Terre Haute,.

## Divers
Il avait un blog appelé "Le Cinquième clou" ("The Fifth nail"), nommé en raison de sa croyance selon laquelle cinq clous avaient été forgés par des tsiganes pour la Croix du Christ. Il aurait continué son blog en prison.